# Sultanbeyli

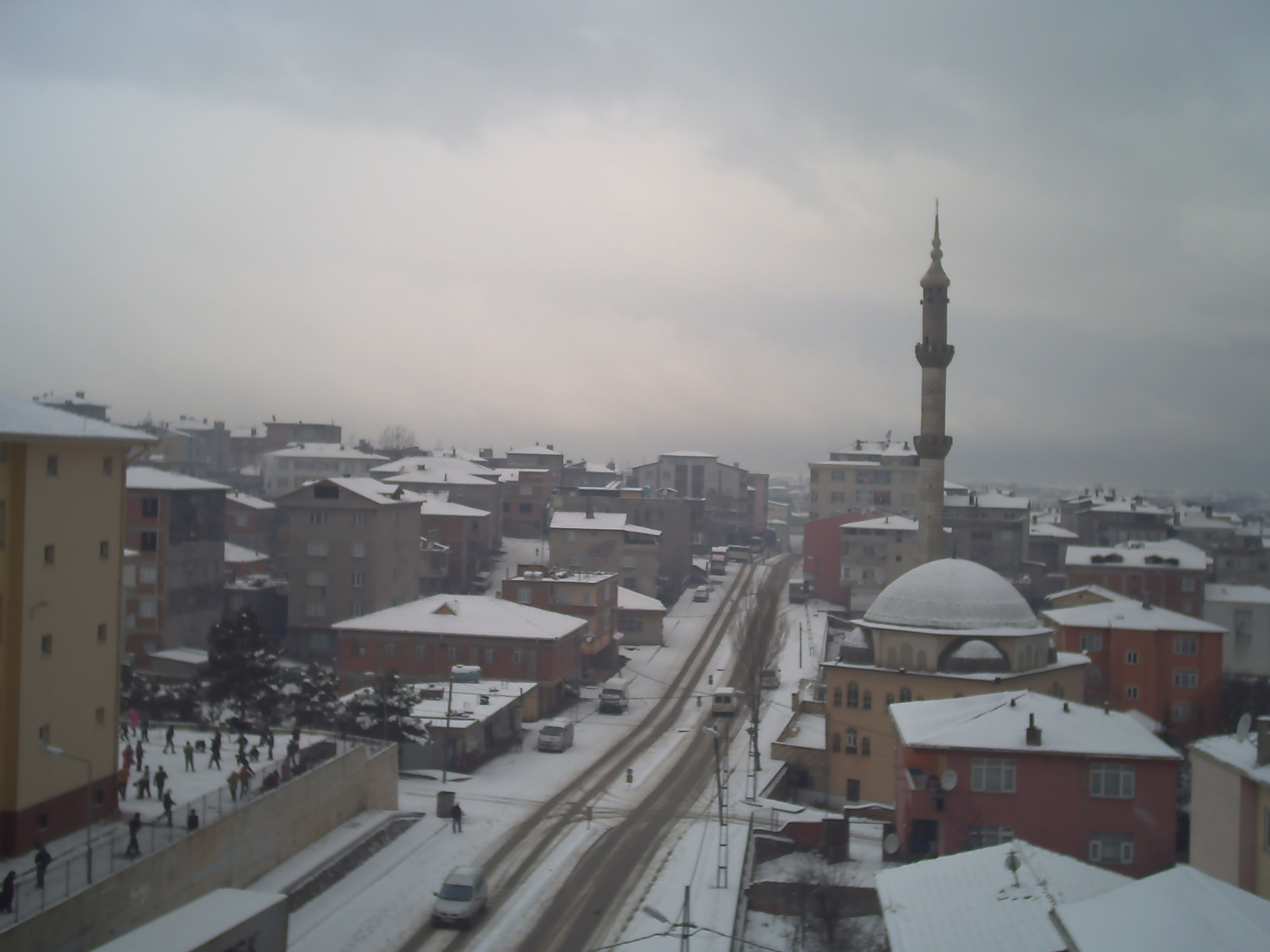
Sultanbeyli in winter

Sultanbeyli je istanbulská čtvrť v asijské části města. V roce 2011 zde žilo 298 143 obyvatel, což je třikrát více než v roce 1990 (tehdy 82 298). Starostou je Hüseyin Keskin. Sultanbeyli je vnitrozemní čtvrť; na západě sousedí se Sancaktepe, na východě s Pendik a na jihozápadě s Kartal.

## Historie
Historicky byla čtvrť Sultanbeyli zemědělskou částí města na rozsáhlém předměstí Istanbulu. V roce 1945, kdy se rozpadly poslední zemské úseky zbylé po Osmanské říši, se na staré cestě mezi Istanbulem a Ankarou začali usazovat uprchlíci z Bulharska. V roce 1957 se Sultanbeyli stalo samostatnou vesnicí a místní akcionáři se rozhodli své pozemky prodat. I přesto, že neexistovaly platné vlastnické listiny, prodej nadále pokračoval.
Sultanbeyli se v druhé polovině 80. let 20. století stávalo čím dál více osídlenou osadou a to zejména potom, co se dálnice O-4 napojila na nově vystavěný most sultána Mehmeda. Zlepšení dopravy zapříčinilo, že se vesnice stávala více atraktivním místem pro bydlení a mezi lety 1985–1990 raketově vzrostla populace (z 3741 na 82 298). Dne 31. prosince 1987 bylo rozhodnuto, že se Sultanbeyli stane součástí istanbulské čtvrti Kartal, avšak díky masovému nárůstu obyvatel se 26. března 1989 rozhodlo, že se Sultanbeyli stane samostatnou částí, což se v roce 1992 oficiálně uskutečnilo. Sultanbeyli se tak zbavilo své pověsti o chudobné čtvrti a stala se z ní prosperující bohatá část města.